# 董方卓
董 方卓（ドン・ファンジュオ、漢音読み：とう ほうたく、Dong Fangzhuo, 1985年1月23日 - ）は、中華人民共和国出身、元同国代表のサッカー選手。ポジションはフォワード。

## 来歴
中国のストライカーとして、大連時代の2001年、クラブが代表に3人の選手を取られたまま西アジア遠征に臨んだ際に抜擢され、2得点を挙る。この後大連では1000元という給与を手にした。
2003年、マンチェスター・ユナイテッドのトライアルにてアレックス・ファーガソンの目に留まり、2004年1月12日に同クラブへ移籍した。同クラブ史上初のアジア人選手となった。しかしこの時点ではA代表での出場実績がなく、英国での労働ビザが下りないためにFAプレミアリーグの選手登録は不可能だったため、マンチェスターUと提携関係にあるベルギーのロイヤル・アントワープFCへレンタル移籍した。アントワープはその後2部に降格するものの、2005-2006シーズンには18得点あげ、リーグ得点王になった。
中国代表としては2005年10月のドイツ戦での初出場以来頻繁に招集され、2006年10月のAFCアジアカップ予選・パレスチナ戦を以って労働ビザの基準に達した。
2007年1月、3年間プレーしたアントワープを離れ、英国の労働ビザを取得しマンチェスター・ユナイテッドFCに復帰。正式にクラブの一員となった。2007年5月9日のチェルシーFC戦にてプレミアリーグ初出場、スールシャールと2トップを組んだ。2007年UEFAチャンピオンズリーグのASローマ戦でウェイン・ルーニーと交代出場し、中国人として2人目の同大会出場者に。しかしその後は出場機会に恵まれず公式戦出場は3試合のみ、2008年8月28日に2010年までの契約を双方合意で解除し古巣の大連実徳に復帰する事になった。
2010年より海外リーグに再挑戦し、ポーランドのレギア・ワルシャワ、ポルトガルのポルティモネンセSC、アルメニアのミカFCを経て、2012年シーズンより中国甲級（2部相当）リーグの湖南湘濤でプレーすることになった。その後もケガに悩まされ2014年に現役引退。

## エピソード
- 北京オリンピックでは中国代表で唯一のゴールを決めた。
- 2005年にマンチェスターUが行ったアジア遠征には帯同し、香港選抜（en:Hong Kong League XI）相手に得点を挙げた。